# Eriprando Visconti
Eriprando Visconti (* 24. September 1932 in Mailand; † 25. Mai 1995 in Mortara) war ein italienischer Filmregisseur.
Nach kommerziellen Werken wie Die Nonne von Monza (mit Anne Heywood und Hardy Krüger), dem Aufsehen erregenden Thriller Allein gegen das Gesetz (mit Paola Pitagora und Terence Hill) und dem Abenteuerfilm Der Kurier des Zaren (mit John Phillip Law und Mimsy Farmer) trat er 1977 kurzzeitig das Erbe seines Onkels Luchino Visconti an und inszenierte das Bourgeoisie-Epos Una spirale di nebbia (mit Claude Jade, Marc Porel und Duilio del Prete). Es blieb sein einziger herausragender Film, den Kritiker jedoch vor allem als Testament seines Onkels sehen. Weitere Werke wie La Orca und Malamore wiesen stark spekulative Elemente auf und hinterließen keinen bleibenden Eindruck.

## Filmografie (Auswahl)
- 1969: Die Nonne von Monza (La monaca di Monza)
- 1970: Der Kurier des Zaren (Strogoff)
- 1972: Allein gegen das Gesetz (Il vero e il falso)